# Martinpuich
Martinpuich – miejscowość i gmina we Francji, w regionie Hauts-de-France, w departamencie Pas-de-Calais.
Według danych na 2005 gminę zamieszkiwało 214 osób, a gęstość zaludnienia wynosiła 36 osób/km² (wśród 1549 gmin regionu Nord-Pas-de-Calais Martinpuich plasuje się na 1000. miejscu pod względem liczby ludności, natomiast pod względem powierzchni na 594 miejscu).
- - Mapa: Plan de Martinpuich sur Mapquest